# 江頭宏哉
江頭 宏哉（えがしら ひろや、4月23日 - ）は、日本の男性声優。佐賀県出身。賢プロダクション所属。

## 略歴
陸上自衛隊を経て、一般企業に就職。
2015年3月12日に発売された『龍が如く0 誓いの場所』の「男の出演者オーディション」にて、カツアゲ君（暴）役で合格する。この時はまだ一般職であった。
2019年4月より、スクールデュオを卒業して賢プロダクション所属、声優業に就く。

## 人物
趣味・特技はキックボクシング、居合道、博多弁、佐賀弁をそれぞれ挙げている。また、工業系資格を多数持っている。

## 出演
太字はメインキャラクター。

### テレビアニメ
2019年
- 異世界チート魔術師（マギル、冒険者、フェンウルフ）
- Re:ステージ! ドリームデイズ♪（アナウンス、観客）
- Z/X Code reunion（青の世界の幹部）
- PSYCHO-PASS サイコパス 3（ヘヴンズリープ信者、ドクター）

2020年
- ちはやふる3（実行委員）
- GO!GO!アトム
- ファンタシースターオンライン2 エピソード・オラクル（市民）
- もっと!まじめにふまじめ かいけつゾロリ（シルケン、ジュンパパ、レストランのシェフ、ゾウスケ）
- 啄木鳥探偵處（男、植木屋）
- 天晴爛漫!（レーサー、記者、バッド兄弟部下）
- 半妖の夜叉姫（2020年 - 2022年、根の首、土蜘蛛、沼渡、妖怪、青鬼 他） - 2シリーズ
- 魔王城でおやすみ（門番）
- NOBLESSE -ノブレス-（軍人3、輩B、騎士）
- 『ヒプノシスマイク -Division Rap Battle-』Rhyme Anima（黒竜）
- まえせつ!（宿泊客）

2021年
- BORUTO-ボルト- NARUTO NEXT GENERATIONS（2021年 - 2023年、肉屋の店主、警備兵）
- NOMAD メガロボクス2（タツオ）
- 異世界魔王と召喚少女の奴隷魔術Ω（スカーフェイス）
- 世界最高の暗殺者、異世界貴族に転生する（競売人、侵入者）
- SCARLET NEXUS（怪伐軍）

2022年
- 東京24区（進藤薫、蒼生留衣）
- 平家物語（兵）
- うる星やつら (2022)（2022年 - 2024年、鬼兵、男子生徒、部員、鬼、グラサン男 他） - 2シリーズ

2023年
- 転生王女と天才令嬢の魔法革命（重臣）
- Buddy Daddies（ヤクザ、手下、強盗犯、黒服）
- 東京リベンジャーズ（黒龍D、黒龍内通者、天竺B、東卍A、音速鬼族総長 他） - 2シリーズ
- 英雄王、武を極めるため転生す 〜そして、世界最強の見習い騎士♀〜（マーグース教官）
- ゾン100〜ゾンビになるまでにしたい100のこと〜（コスギーズD）
- Helck（トースマン王）
- 呪術廻戦 懐玉・玉折/渋谷事変（一般人）
- デッドマウント・デスプレイ（太貝）
- ティアムーン帝国物語〜断頭台から始まる、姫の転生逆転ストーリー〜（バノス）
- 聖女の魔力は万能です（アンデッド猪）

2024年
- ゆびさきと恋々（カーター、弁護士A〈吹替〉、クリス）
- 戦国妖狐（央鳳）
- ラグナクリムゾン（ユゴ・ロブレス）
- 道産子ギャルはなまらめんこい（先生）
- 異世界でもふもふなでなでするためにがんばってます。（武の氏長）
- ザ・ファブル（コード）
- 烏は主を選ばない（鵄の手下）
- メカウデ（スレイグ）
- らんま1/2 (2024)（男子生徒）
- 神之塔 -Tower of God- 工房戦（ベルルクス、クロビン、ビビオルガ、マジェックス）
- BLEACH 千年血戦篇-相剋譚-（死神）

2025年
- キミとアイドルプリキュア♪（咲良和）
- 戦隊レッド 異世界で冒険者になる（魔物）
- 全修。（バンダナ）
- 外れスキル《木の実マスター》 〜スキルの実（食べたら死ぬ）を無限に食べられるようになった件について〜（商人）
- 未ル わたしのみらい（マッチョ）
- 俺は星間国家の悪徳領主!（副官）
- ばいばい、アース（アイン）
- ヴィジランテ-僕のヒーローアカデミア ILLEGALS-（宗二）
- 謎解きはディナーのあとで（白スーツの男）
- LAZARUS ラザロ（兵士）
- 真・侍伝 YAIBA（やきとりくん）
- 転生したら第七王子だったので、気ままに魔術を極めます（トール）
- 盾の勇者の成り上がり Season 4（ベアーガ）

### 劇場アニメ
- アラーニェの虫籠（2018年、救急隊員 他）
- ぼくらの7日間戦争（2019年、ケンジ）
- Gのレコンギスタ II・III（2020年 - 2021年、パイロット、オリバー） - 2作品
- 金の国 水の国（2023年）
- 機動戦士ガンダムSEED FREEDOM（2024年、ハリ・ジャガンナート）
- 機動戦士ガンダム:銀灰の幻影（2024年、ジョフ・アイディ[6]）

### Webアニメ
- 無限の住人-IMMORTAL-（2020年、鼓田）
- 日本沈没2020（2020年、作業員A）
- TIGER & BUNNY 2（2022年、黒服）

### ゲーム
2015年
- 龍が如く0 誓いの場所（カツアゲ君〈暴〉）

2019年
- ドラゴンクエストX いばらの巫女と滅びの神 オンライン（城門の門番兵レオニド、ボルグ、闇の根源の幻影）
- GALAXYZ
- グランドサマナーズ（地動戦鬼ガーラン）

2020年
- 龍が如く7 光と闇の行方（グレート平塚 他）
- VALORANT（ブリーチ）
- アサシン クリード ヴァルハラ（エイヴォル〈男性〉）
- ソードアート・オンライン アリシゼーション リコリス

2021年
- バイオハザード ヴィレッジ（アントン、エージェント）

2022年
- スターオーシャン6 THE DIVINE FORCE（ヴァネル・ソラン）
- 熱血硬派くにおくん外伝 リバーシティガールズ2（プリモ）

2023年
- ストリートファイター6（市民）
- Starfield（デルガド）

2024年
- 百英雄伝（ガオウ）
- ロマンシング サガ2 リベンジオブザセブン（ワレンシュタイン）

2025年
- モンスターハンターワイルズ（ハンター Type3）

### 吹き替え

#### 映画
2018年
- ファミリー・マン ある父の決断（サミール、ブルース 他）

2019年
- オーヴァーロード（ルイス・フォード伍長〈ワイアット・ラッセル〉）※日本盤ソフト
- シー・ユー・イエスタデイ（スライ〈ロニー・クラントン〉）
- スター・ウォーズ/スカイウォーカーの夜明け（ストームトルーパー）

2020年
- ザ・ウェイバック
- ザ・プロム
- ディヴァイン・フューリー/使者（ジシン〈ウ・ドファン〉）
- マジックに魅せられて（ハミルトン〈マイケル・アナスタシア〉）
- ミッドウェイ（ミラー〈ミカエル・コンデ〉）
- レベッカ（ジャック〈ジョージ・サンダース〉）※N.E.M版
- ロングウェイ・ホーム（アダム）

2021年
- ザ・ハーダー・ゼイ・フォール: 報復の荒野
- ジェントルメン（ドライ・アイ〈ヘンリー・ゴールディング〉）
- 時の面影
- ファタール（本人役〈ランス・スティーブンソン〉）
- ブラック・アズ・ナイト
- プロジェクトV（ブロト〈ブラヒム・チャブ〉）
- マトリックス レザレクションズ（ハンノ）

2022年
- キャッシュトラック（ジャン〈スコット・イーストウッド〉 他）
- コマンドー 怒りの逆襲（ジェームス・ベイカー〈マイケル・ジェイ・ホワイト〉）
- THE BATMAN-ザ・バットマン-
- タイラー・ペリー マデアのホームカミング
- トップガン マーヴェリック（ハーバード）
- パイレーツ: 失われた王家の秘宝
- ファーザー・スチュー/闘い続けた男
- ブラックパンサー/ワカンダ・フォーエバー（ジャバリの戦士1）
- マン・フロム・トロント

2023年
- AIR/エア
- 彼女の面影
- ザ・キッチン（ステイプルズ〈ホープ・イクポク・Jr.〉）
- ザ・キル・ルーム（ラシニコフ〈アレクサンダー・ソコヴィコフ〉）
- ダイ・ハート
- ダイ・ハート2: ダイ・ハーター
- ため息に乾杯
- ダンジョンズ&ドラゴンズ/アウトローたちの誇り
- ダンピール 血の覚醒（ゴルカ〈デビッド・モリシー〉）
- マディのおしごと 恋の手ほどき始めます
- ミリオン・マイルズ・アウェイ 遠き宇宙への旅路
- ハート・オブ・ストーン
- バビロン（シドニー・パーマー〈ジョヴァン・アデポ〉）
- パリピ芸人、ロシアへ行く（若き日のバート〈ジミー・タトロ〉）
- レディ・ソルジャー（ブライアン〈マイケル・ジェイ・ホワイト〉）
- ワイルド・スピード/ファイヤーブースト

2024年
- アイズ・オン・ユー
- エアフォースワン・ダウン（ニコライ・イェリセイ大尉）
- ヴェノム:ザ・ラストダンス
- ガーディアンズ・オブ・ギャラクシー:VOLUME 3
- グラディエーターII 英雄を呼ぶ声
- 恐怖の報酬 (2024年の映画)
- 恋するプリテンダー（ピート〈ガタ〉）
- 60ミニッツ
- 6888郵便大隊（ヒュー・ベル二等兵〈ジェイ・リーヴス〉）
- ディア・グランパ 幸せを拾った日（サージ〈ヤーヤ・アブドゥル＝マティーン二世〉、ジム〈ライアン・ロビンス〉）
- THE KILLER/暗殺者（ウィガン〈チャン・ヒョク〉）
- ザ・クリエイター/創造者（ドリュー〈スタージル・シンプソン〉）
- リトル・マーメイド
- 花嫁のママ（RJ〈ショーン・ティール〉）
- ハンガー・ゲーム0
- ファンシー・ダンス
- ブルー きみは大丈夫
- プレイヤーズ: 本気の恋、始めます!
- ミート・ミー・ネクスト・クリスマス（ジェームズ〈コフィ・シリボー〉

2025年
- バスティオン36（リシャール・エステヴェス）
- ザ・バイクライダーズ（ファニー・ソニー〈ノーマン・リーダス〉）
- 戦争のはらわたII（ベルガー大尉〈ホルスト・ヤンソン〉）
- セプテンバー5（ギャリー〈ダニエル・アデオスン〉）
- スーパーマン（Z世代男）

#### ドラマ
2018年
- FBI: 特別捜査班
- ロスト・イン・スペース（ニール、アンドレ 他）
- ヴァージンリバー（プリーチャー〈コリン・ローレンス〉）
- MACGYVER/マクガイバー
- レジデント（アーロン牧師）

2019年
- ボクらを見る目（ピーター・リヴェラ〈クリストファー・ジャクソン〉）
- チェンバース: 邪悪なハート（ラッセル・タバコ生徒）
- ドリー・パートンのハートフル・ソング
- リトル・ドラマー・ガール 愛を演じるスパイ（タイエー隊長〈アデル・バンシェリフ〉）
- モダン・ラブ 〜今日もNYの街角で〜（ミック〈エド・シーラン〉 他）

2020年
- クリミナル・マインド FBI行動分析課 シーズン14
- スタートレック:ピカード（警備員）
- トップボーイ（シー、ヘイズ、ローランド 他）
- ブラッド&トレジャー伝説の秘宝（ブルーノ・ファビ〈アントニオ・クーポ〉）
- ブリジャートン家（ベネディクト・ブリジャートン〈ルーク・トンプソン〉

2021年
- ヒール: レスラーズ（ジャック・スペード〈スティーヴン・アメル〉）

2023年
- スタートレック:ストレンジ・ニュー・ワールド（ヘマ―〈ブルース・ホラック〉）
- パムの秘密 -ある主婦の知られざる顔-（マカリック〈マック・ブラント〉）

2024年
- コンコルディア/Concordia（オスカル）
- フォールアウト
- ビューティ・イン・ブラック（ロイ〈ジュリアン・ホートン〉）
- マインドフルに殺して（サッシャ・イワノフ〈ムラタン・ムスル〉）

2025年
- ザ・エージェンシー（チャーリー・レミー〈エドワード・ホルクロフト〉）
- ランドマン（ヒメネス〈アレックス・メラス〉）
- ザ・スタジオ #3（アンソニー・マッキー〈本人〉）
- ナイト・トレイン/破滅へのカウントダウン（ゲイガン〈ダニエル・ケイヒル〉）
- アイアンハート（ジョン・キング〈マニー・モンタナ〉）

#### アニメ
- ミッチェル家とマシンの反乱（マーク[42]）
- ミラベルと魔法だらけの家[43]
- ロード・オブ・ザ・リング/ローハンの戦い（ローハン戦士10[44]）
- ロッコーのモダンライフ 〜ハイテクな21世紀〜（ハイラムウルフ ファットヘッド夫人 他）
- 転生宗主の覇道譚 〜すべてを呑み込むサカナと這い上がる〜（2025年、薛大帥〈シュエ・ダーシュワイ〉[初出 5]）

### ボイスオーバー
- グヴィネス・パルトローのグープ・ラボ（ケヴィン、ブラッド）
- ディスカバリーチャンネル「兵器革命」
- 天才の頭の中ビル・ゲイツを解読する
- Dope Season3
- ナルコワールド/麻薬取引の実態（ピロト、キャンディーマン）
- BS世界のドキュメンタリー
  - スーパーネイチャー反発力（カリム、アンドレ 他）
  - ヒトラー最期の謎
- 冒険世界ミステリーハンター
- ラスト・バレー・レストーラー

### 舞台
- 集団NO PLAN第5回公演「Bright Star〜asterisk〜」[45]

### シリーズ一覧
1. ↑  壱の章（2020年 - 2021年）、弐の章（2021年 - 2022年）
2. ↑  第1期（2022年 - 2023年）、第2期（2024年）
3. ↑  第2期『聖夜決戦編』（2023年）、第3期『天竺編』（2023年）

### 初出話一覧
1. 1 2 3  第1話初出
2. 1 2 3  第4話初出
3. 1 2  第10話初出
4. ↑  第13話初出
5. 1 2  第3話初出
6. ↑  第12話初出
7. 1 2  第9話初出
8. 1 2  第17話初出
9. 1 2 3  第7話初出
10. 1 2 3  第20話初出
11. ↑  第26話初出
12. ↑  第40話初出
13. 1 2  第8話初出
14. 1 2  第2話初出
15. ↑  第15話初出
16. ↑  第6話初出